# Badpaviljoen (Domburg)

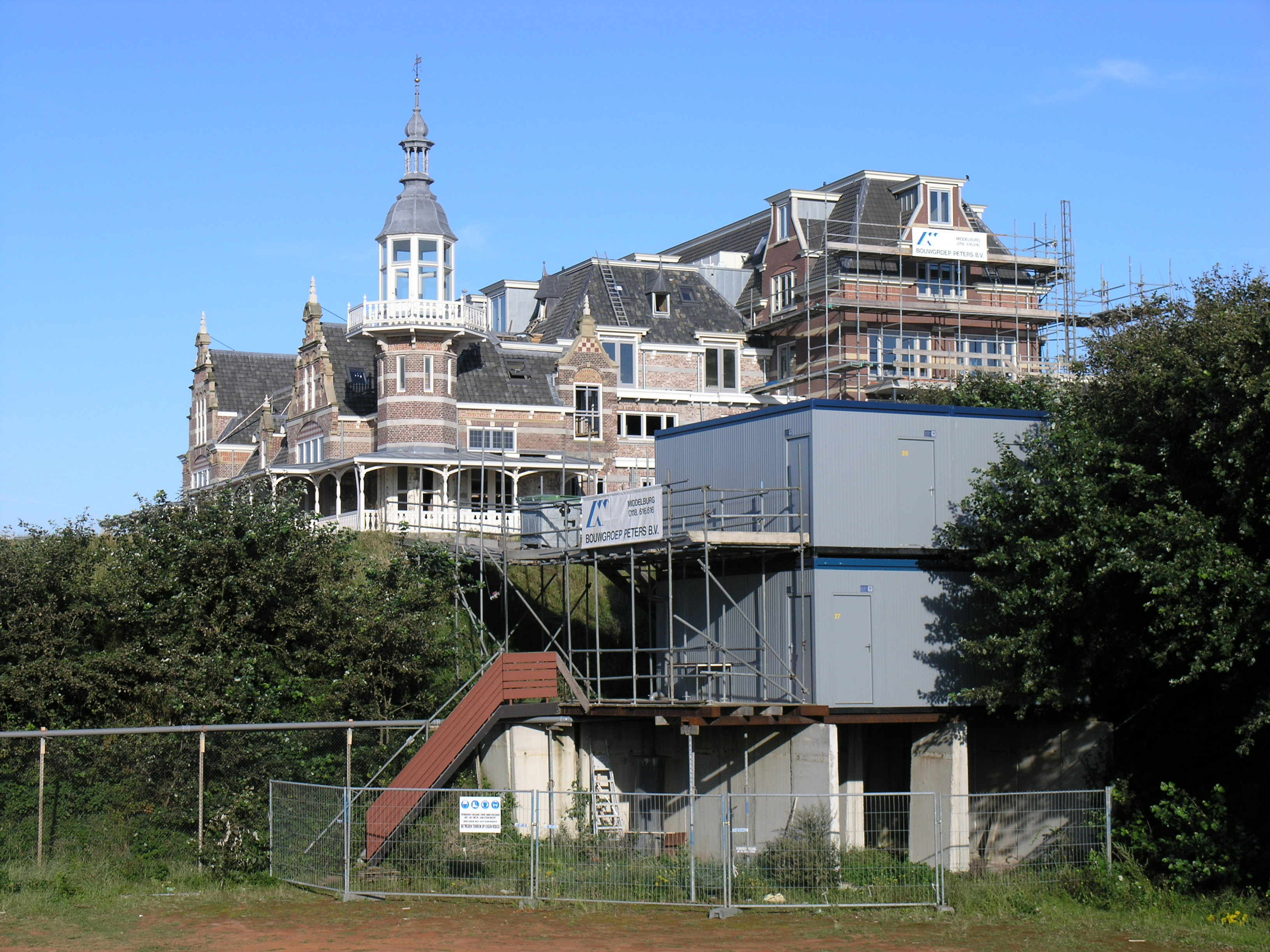
Restauratiewerkzaamheden in 2007

Het Badpaviljoen is een beeldbepalend gebouw op de duinen van de Nederlandse badplaats Domburg. 
Het bouwwerk werd op 11 mei 1983 als rijksmonument ingeschreven in het monumentenregister.
Het Badpaviljoen werd gebouwd in 1888-1889 in opdracht van de Domburgsche Zeebadinrichting naar een ontwerp van architect J.J. van Nieukerken in een uitbundige Hollandse neorenaissancestijl. De aannemer J.J. Hornstra uit Bergen op Zoom klaarde de klus voor 33.000 gulden. Het gebouw kwam in de plaats van een veel kleiner badpaviljoen dat in 1837 was gebouwd en in 1889 voor de sloop werd verkocht.
In het nieuwe gebouw waren een grote concert- en kuurzaal ondergebracht, omgeven door kleinere ruimten zoals een conversatiezaal, een biljartzaal, een leeszaal voor heren en een salon voor dames.
Tot 1995 bleef het gebouw in gebruik als restaurant. Daarna dreigde verval, maar werd het in 1998 gekocht door een projectontwikkelaar. Een combinatie van restauratie van publieke ruimten, aanbouw in stijl en vestiging van appartementen en een restaurant kon uiteindelijk in 2008 in gebruik worden genomen. In het Badpaviljoen bevinden zich thans negen appartementen en aan de zeezijde restaurant 'Het Badpaviljoen'. De oude Kur/Balzaal werd gerestaureerd.

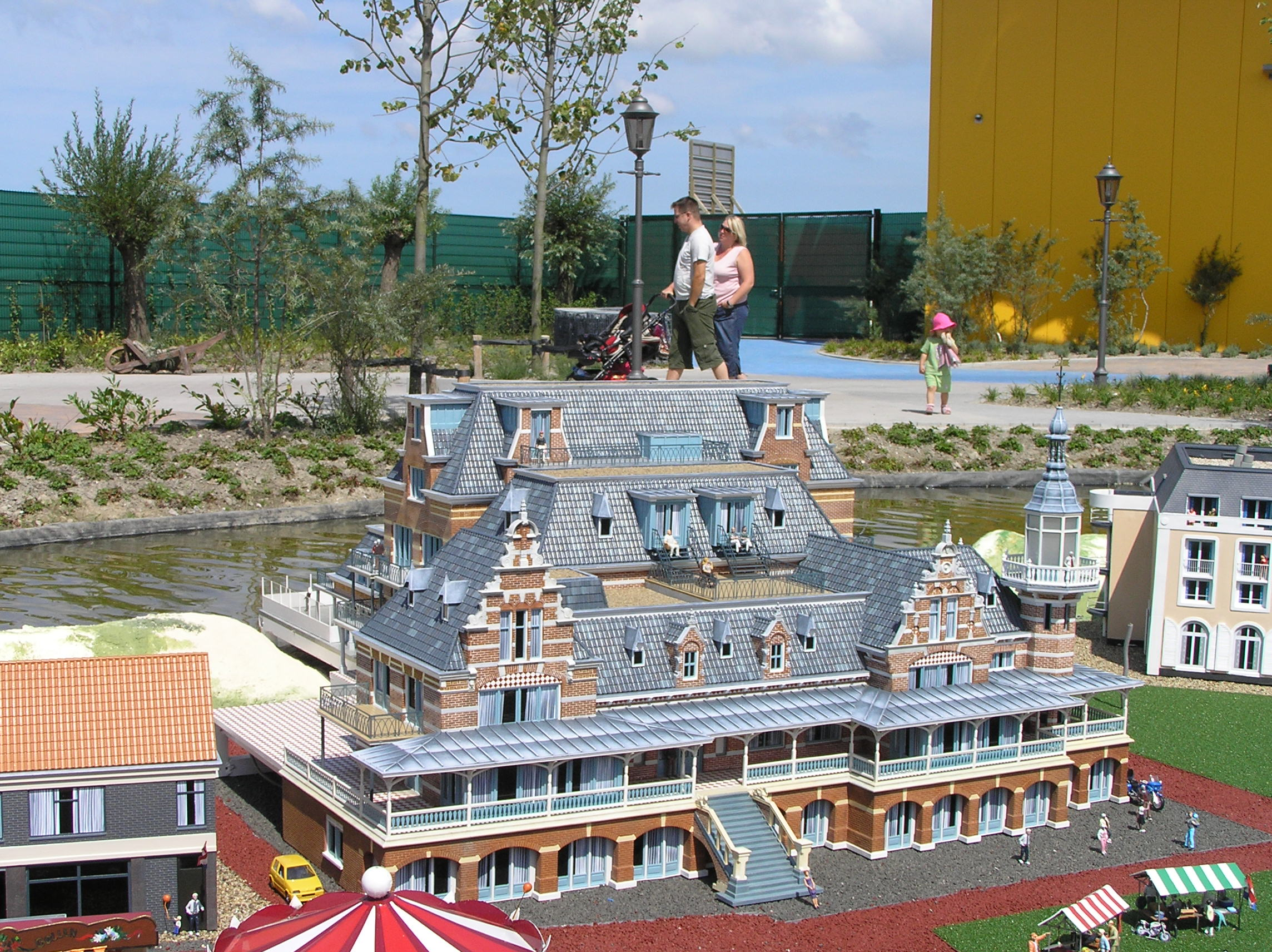
Miniatuurversie in Mini Mundi

## Referentie
1. ↑  Informatie over rijksmonumentnummer 13201